# Château de la Mothe-Gajac
Le château de la Mothe-Gajac ou simplement Château de Gajac est un château fort du XVe siècle, sur la commune de Saint-Médard-en-Jalles en Gironde (France). Bien que peu mis en valeur, c'est l'un des rares châteaux forts subsistant dans la région bordelaise. Il est inscrit en totalité aux monuments historiques en 2013. 

## Description
Cette maison forte est constituée d'une muraille en forme de quadrilatère délimitant une cour et flanquée de quatre tours d'angle, 3 circulaires et 1 carrée au nord-est qui abrite la chapelle. C'est de ce côté que se trouve l'habitation initiale, un bâtiment rectangulaire à un étage. Le château reste entouré de fossés en eau, désormais sur trois côtés. Un petit pont enjambe le fossé ouest. L'entrée principale est située au centre de la face est. On y accédait par une allée devenue la rue Alfred de Musset. En effet le château est aujourd'hui enserré entre des lotissements et un centre commercial.
Le Docteur Arnaud Alcide Castaing en fait en 1946 la description suivante : « Des constructions édifiées à la fin du XVIIIe siècle ont bien changé l'aspect du château tel qu'il existait auparavant, mais les éboulements causés par le bombardement d'avril-mai 1944, en détruisant quelques parties de ces adjonctions ont mis au jour les murailles du Moyen Âge et permis de retrouver l'état primitif, tout au moins du côté de la façade. En cet endroit, le mur extérieur était doublé à quelques mètres en arrière d'un deuxième mur. Une voûte les réunissait l'un à l'autre, disposée en anse de panier à sa face inférieure, située à la hauteur d'un premier étage. Il y avait donc au rez-de-chaussée entre les deux tours une galerie pour employer le terme de l'inventaire de 1574. La face supérieure de la voûte était plane et formait un chemin de ronde qui donnait accès au premier étage des tours. Trois de celles-ci sont rondes, la quatrième de forme carrée. Toutes sont disposées de façon identique : au rez de chaussée existe une pièce voûtée en pierre, au-dessus il y a une pièce  recouverte d'une charpente en bois. »
En 2015 la tour carrée dispose d'une couverture à 4 secteurs surmontée d'un oiseau ailes déployées, la tour nord-ouest d'une couverture conique récente surmontée d'un pic, la tour sud-ouest d'une couverture à 9 secteurs alors que la tour sud-est n'est pas couverte. Une couverture distincte à 4 pans (à faîtière est-ouest) est disposée au-dessus de l'entrée.

### Chapelle
Mme de Basterot, qui venait d'acquérir la seigneurie de Gajac, demande à l’archevêque de Bordeaux de « bien vouloir faire constater l'état de la chapelle et d'accorder le renouvellement de la permission ». Le 17 mars 1787, le vicaire général Camiran en fait la description suivante : « […] la chapelle est à l'extrémité des bâtiments sans communication extérieure. On y parvient par une petite cour fermée qui ne sert à aucun usage […] La chapelle qui nous a paru grande est en bon état […] Elle est ornée de plusieurs beaux tableaux. […] J'estime que la permission peut être accordée. » 

## Histoire
Le château de la Mothe-Gajac, a été vraisemblablement construit sur une ancienne motte castrale. Son implantation se situe dans une zone peu stratégique du quartier Gajac (également écrit Gayac) mais permettant de surveiller la rive droite de la Jalle à proximité du grand chemin de Bordeaux à Lacanau.
La première mention du château date de 1289, année où Édouard 1er confie son château de Blanquefort au prêtre Arnaud de Lacaze, mais le bâtiment actuel a été reconstruit après la guerre de Cent Ans. 
Il a appartenu :
- en 1335 à n'Aude de Tyran, qui le céda à bail à n'Ayquem de Lacaze ;
- en 1427 à Arnaud Rostanh/Roustaïng (peut-être le jurat de Saint-Eloy à qui aurait été attribué en 1400 le droit de bégueyrieu (justice) sur la terre de Gajac)[Note 3] ;
- en 1541 à Mary de la Roche-Chaudry, veuve de Jean de Roustaïng, Maître d'Hôtel du Roy ;
- en 1544 à Pierre Eyquem de Montaigne (oncle paternel de Michel de Montaigne, ecclésiastique), seigneur de Gajac, titre que gardera sa famille jusqu'en 1786, où Mme de Basterot (Marie Daugeard, seigneure de Belfort à Cérillan) rachètera les seigneuries de Gajac, Corbiac et Saint-Médard.

Le château a été attaqué pendant les guerres de religion. La famille de Montaigne le modifiera aux XVIIe et XVIIIe siècles. 
Le 11 janvier 1793, sous la Révolution française, Mme de Basterot et son gendre de Ségur sont portés sur la liste des émigrés ce qui entraina la confiscation de leurs biens. Ainsi le château a été vendu comme bien national. C'est le citoyen Cambon qui en fera l'acquisition le 19 floréal III.
En 1943, pendant la Seconde Guerre mondiale, un blockhaus toujours présent a été construit devant le château.

### Protection
Dans un premier temps, en 1988, les façades et toitures, à l'exclusion des toitures des quatre tours d'angle sont inscrites à l'inventaire supplémentaire des monuments historiques par arrêté du 6 avril 1988. Puis dans un second temps, en 2013, la totalité du château (dont le pont et la terrasse, les douves, l'emprise des anciennes douves) est inscrite par arrêté du 26 avril 2013. L'arrêté de 1988 est abrogé.

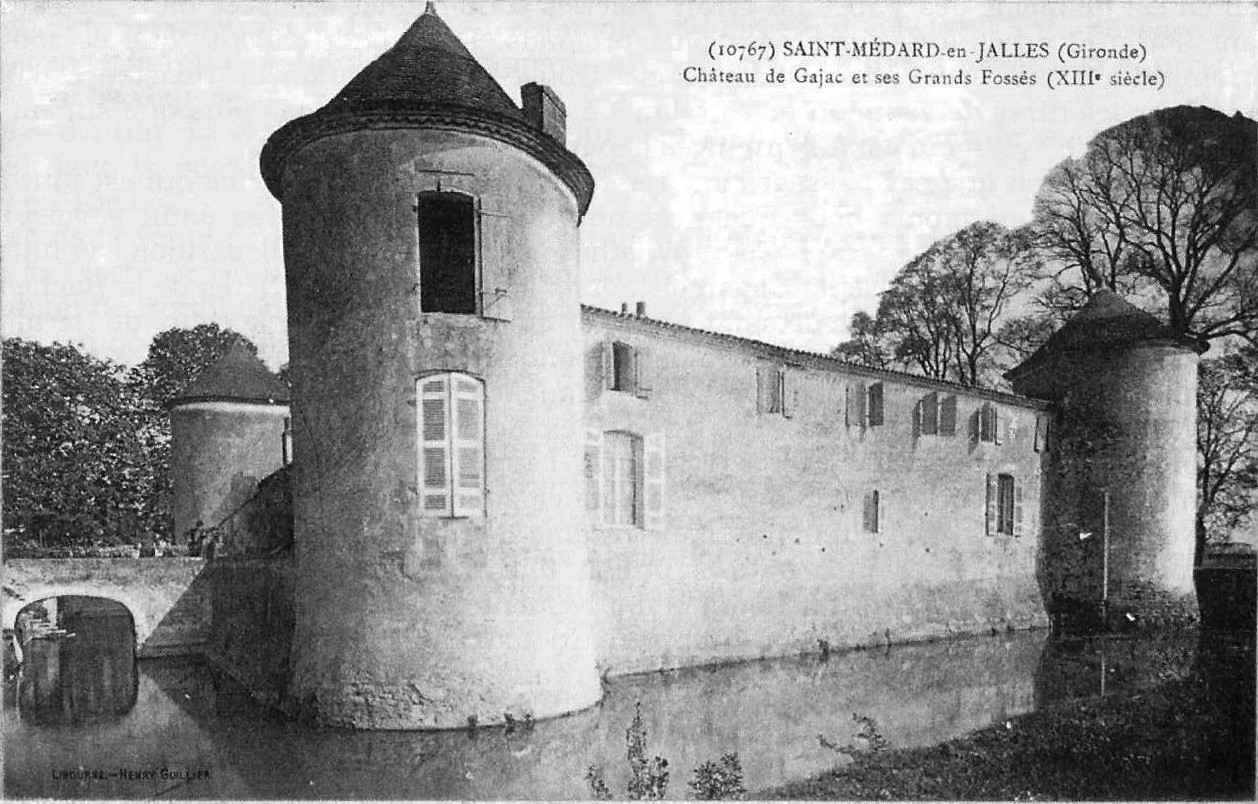
Face sud et pontet ouest
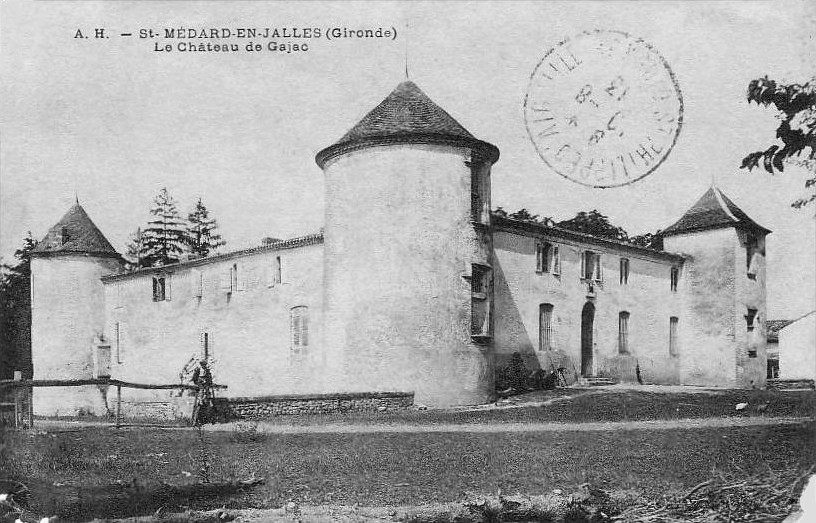
L'angle sud-est
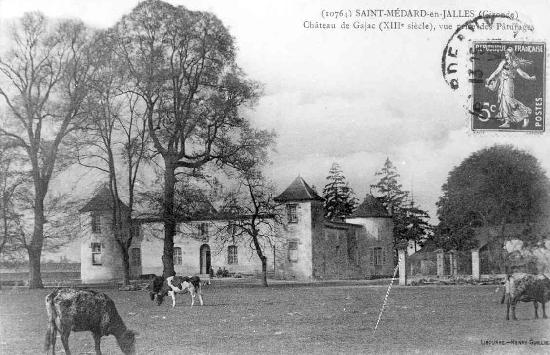
La face est